# Wodziczna (województwo wielkopolskie)
Wodziczna (niem. Fürheim) – wieś (dawniej miasto) w Polsce położona w województwie wielkopolskim, w powiecie kępińskim, w gminie Trzcinica.

## Podział
| SIMC    | Nazwa       | Rodzaj     |
| ------- | ----------- | ---------- |
| 0210453 | Dzierżążnik | przysiółek |

## Historia
Miejscowość historycznie należy do ziemi wieluńskiej i związana była z Wielkopolską. Ma metrykę średniowieczną i istnieje co najmniej od XV wieku. Możliwe, że istniała wcześniej. Odnotowana po raz pierwszy około roku 1400 jako wieś opustoszała .
Została odnotowana w historycznych dokumentach prawnych, własnościowych i podatkowych. W 1452 Henryk z Poździenic zapisał żonie Annie 400 florenów m.in. na połowie Trzcinicy i Wodzicznej w ziemi wieluńskiej . Wodziczna uzyskała lokację miejską około 1550 roku, zdegradowana po 1577 roku. Około 1577 w dokumentach miejscowość nazwana miastem lokowanym „łac. ex nova radice”. W 1670 odnotowana jako wieś leżącą w parafii Trzcinica, zamieszkana dawniej przez 12 kmieci .
W latach 1975–1998 miejscowość należała administracyjnie do województwa kaliskiego.
W Wodzicznej znajduje się kościół posiadający tytuł Sanktuarium Matki Bożej Nieustającej Pomocy w dekanacie trzcinickim, który to tytuł został nadany 12 września 2007 roku przez biskupa Stanisława Napierałę.
Wewnątrz kościoła znajduje się obraz Matki Boskiej Nieustającej Pomocy sprowadzony w roku 1894.
We wsi znajduje się również pomnik przyrody – ok. stuletnia lipa drobnolistna (wysokość ok. 13 m, obwód 420 cm).